# Embuscade du Chavanon
Pour les articles homonymes, voir Chavanon (homonymie).
Seconde Guerre mondiale
 Libération de la Corrèze
Batailles
2e campagne de France
- Corse
- Limousin
- Ain et Haut-Jura
- Les Glières
- Ascq
- Division Brehmer
- Mont Mouchet
- Opérations SAS en Bretagne
- Bataille de Normandie
- Guéret
- Brigade Jesser
- Cornil
- 1er Tulle
- 2e Tulle
- Argenton-sur-Creuse
- Oradour-sur-Glane
- 1er Ussel
- Saint-Marcel
- Saffré
- Mont Gargan
- Vercors
- Penguerec
- Lioran
- Égletons
- 2e Ussel
- Débarquement de Provence
- Port-Cros
- La Ciotat
- Toulon
- Martigues
- Marseille
- Nice
- Rennes
- Saint-Malo
- Brest
- Paris
- Mont-de-Marsan
- Montélimar
- Maillé
- Écueillé
- La Saulx
- Meximieux
- Nancy
- Colonne Elster
- Dunkerque
- Arracourt
- Saint-Nazaire
- Lorient
- Metz
- Royan et de la pointe de Grave
- Campagne de Lorraine
- Colmar

Front d'Europe de l'Ouest
Front d'Europe de l'Est
Campagnes d'Afrique, du Moyen-Orient et de Méditerranée
Bataille de l'Atlantique
Guerre du Pacifique
Guerre sino-japonaise
La première embuscade du Chavanon est une opération montée le 7 juillet 1944 en Haute-Corrèze par la Résistance intérieure française contre l'armée allemande d'occupation.

## Contexte
En Haute-Corrèze, la résistance à l'occupation allemande s'est considérablement développée et organisée au début de 1944. Les groupes les plus importants sont l'Armée secrète et les FTP. L'Armée secrète est sous les ordres du commandant Duret, un officier d'active. Les résistants FTP sont commandés par Jacques Chapou, alias Kléber.
La résistance côté Puy-de-Dôme (région R6) s'est également fortement mobilisée. En particulier, le docteur Mabrut de Bourg-Lastic, alias le Tonton, est le responsable civil de la zone de Bourg-Lastic, Messeix, le Mont-Dore et la Bourboule pour les Mouvements Unis de la Résistance. Depuis mai 1943, les sédentaires de Bourg-Lastic sont instruits et dotés en armes parachutées, par Maurice Piedpremier, directeur du collège. A Messeix, c'est Alfred Pabiot, instituteur, qui dispose de responsabilités identiques auprès des sédentaires du village qui pour beaucoup sont ouvriers mineurs.
Le 15 mai 1944, les sédentaires armés de Bourg-Lastic et de Messeix, suivis de volontaires, rejoignent le camp de Saint-Genès-Champespe dans le sud-ouest du Puy-de-Dôme et y forment deux compagnies d'environ 200 hommes chacune. Ce camp est en quelque sorte un "réservoir" de combattants, les capacités d'accueil des réduits du Mont-Mouchet, de la Truyère et du Lioran étant en voie d'être saturées dès le 10 mai 1944. Après d'âpres combats, les FFI Auvergnats décrochent du Mont-Mouchet le 12 juin face à la supériorité des troupes de répression de la brigade Jesser. La décision est prise le 13 juin d'évacuer le camp de Saint-Genès-Champespe qui rassemble, à cette date, environ 4000 combattants et volontaires dans un environnement facilement accessible pour les troupes allemandes. Les sédentaires et volontaires partis de Messeix et de Bourg-Lastic pour Saint-Genès-Champespe, déçus de cette démobilisation, doivent revenir dans leur secteur d'origine (qui sera appelé "zone 3") pour y mettre en place des opérations de guérilla contre l'armée allemande, notamment sur la RN89.
La stratégie de concentration dans des réduits comme en Auvergne n'a pas été mise en place par les Résistants de Haute-Corrèze : le renforcement de la guérilla contre l'armée allemande a été appliqué dès le débarquement des Alliés le 6 juin 1944 en Normandie. L'Armée secrète de Haute-Corrèze a commencé aussitôt l'encerclement d'Ussel où se trouve une garnison allemande de 180 hommes commandés par le lieutenant Hahn, tandis que les FTP attaquent la garnison de Tulle. Le 9 juin, la garnison d'Ussel se met sous la protection du Premier régiment de France et le rejoint à l'école primaire supérieure, tandis que le bruit court en ville qu'elle a fait reddition. Le lendemain 10, une cinquantaine de maquisards FTP se présentent devant l'école et sont massacrés par les soldats allemands. Le 14 juin, la garnison allemande est secourue par une colonne allemande venue de Clermont-Ferrand. Le lieutenant Hahn est remplacé mais reste chargé de diverses missions.
Les affaires d'Ussel et de Tulle sont suivies du renforcement des unités allemandes dans le secteur. Le commandant Duret "fait le mort" pour préserver ses forces en attendant de reprendre le moment venu ses opérations, tout en réduisant les risques de représailles contre la population. Il en résulte en Haute-Corrèze une impression de calme relatif. Chez les résistants corréziens le ressentiment est fort après le massacre d'Ussel.
Du côté du Puy-de-Dôme, les résistants partis à Saint-Genès-Champespe, puis revenus sur leurs bases de départs sans avoir pu en découdre, sont impatients et attendent les instructions pour la mise en œuvre des premières opérations de guérilla.
L'embuscade du Chavanon du 7 juillet 1944 marque le début des attaques systématiques contre l'occupant allemand. Le Chavanon est la rivière limitrophe des départements de la Corrèze et du Puy-de-Dôme. Elle est traversée par la Route Nationale 89.

## L'embuscade
Le 7 juillet 1944 en début d'après-midi, un convoi allemand de ravitaillement appartenant au 95e régiment de sécurité, comprenant 2 camions et une auto-mitrailleuse, venant de Clermont-Ferrand, suit la RN 89 en direction d'Ussel. Entre 25 et 30 hommes commandés par le lieutenant Hahn sont à bord, ainsi que deux chauffeurs requis et deux miliciens.
À 200 mètres du lieu-dit Le pont du Chavanon, à la limite des communes de Feyt et de Monestier-Merlines, le convoi aborde un virage serré, est stoppé par un abattis d'arbre et tombe dans une embuscade. Celle-ci est tendue par une section de l'Armée secrète de Haute-Corrèze (28 maquisards de la 6e compagnie de la demi-brigade de Haute-Corrèze du capitaine "Lecocq" Xavier Leinekugel) commandée par l'adjudant chef Muslin, accompagnée de 60 combattants des 2e et 3e compagnies de la zone 3 des FFI d'Auvergne respectivement commandées par Maurice Piedpremier et Jean Llado, tous deux participants à l’attaque. Le lieutenant Hahn est aussitôt tué dans sa voiture de commandement. 21 (ou 22) autres Allemands trouvent la mort et plusieurs sont faits prisonniers. Des véhicules allemands et le ravitaillement du convoi sont pris par les résistants. Ces derniers n'ont aucun tué ni blessé et décrochent. Les chauffeurs requis s'en sortent également.

## Suite et représailles
Dans les heures qui suivent, la population des communes corréziennes limitrophes du Chavanon se concerte pour essayer de réduire les risques de représailles. Elle relève les corps, les transporte au village de Veyrières, les nettoie décemment et les dépose dans une salle de l'école, transformée en chapelle ardente. Le lendemain, les corps sont mis en bière et fleuris. La dépouille du lieutenant Hahn est la première et la plus fleurie. Une garde d'honneur est mise en place dans la chapelle ardente, tandis qu'un élu ceint de son écharpe reste en permanence dans l'attente de la suite.
Le 9 juillet, les premiers éléments de la colonne de répression Jesser, dépêchée en urgence du Cantal, arrivent à Eygurande pour y installer un PC. Un officier allemand se rend à Veyrières et s'arrête devant l'école. Il est salué par un adjoint au maire qui le conduit dans la chapelle ardente. L'officier, saisi de stupeur et d'émotion, y reste plusieurs minutes. Il déclare ensuite que du fait de cet acte d'humanité, il n'y aura pas de représailles.
Cet engagement ne sera pas tenu longtemps. D'autres éléments de la colonne de répression Jesser sont envoyés dès le 9 juillet au soir de l'autre côté du Chavanon à Bourg-Lastic et, à peine arrivés, y exécutent sommairement un civil, Azdendorphe Chalus, arrêté près du lieu de l'embuscade,  près du monument aux morts de 1914-1918. Après des arrestations et des interrogatoires menés notamment par le Sicherheitsdienst venu de Clermont-Ferrand du 10 au 13 juillet, 25 personnes sont déportées en Allemagne le 14 juillet et 23 otages dont le maire sont exécutés à l'aube du 15 juillet 1944 au camp militaire de Bourg-Lastic. Le 15 juillet après-midi, 3 hommes sont arrêtés et abattus dans le dos à la sortie de Veyrières.
Des convois de la colonne de répression Jesser circulant sur la RN89 seront de nouveau attaqués par la Résistance dans les gorges du Chavanon à plusieurs occasions : le 1er août dans le sens Ussel-Clermont, les 17 et 18 août dans le sens Clermont-Ussel et enfin le 22 août 1944 dans le sens Ussel-Clermont.

## Sources
- G. Guineton, L'embuscade du Chavanon du 7 juillet 1944, site de la mairie de Monestier-Merlines, juin 2005, en ligne
- Bulletin des maquis AS de la Haute-Corrèze, Éboulet, Ussel
- Louis Le Moigne et Marcel Barbanceys, Sédentaires, réfractaires et maquisards, L'Armée secrète en Haute-Corrèze, 1942-1944, 509 p., Amicale des maquis Armée secrète de Haute-Corrèze, Neuvic, 1979
- La Barre de Nanteuil (général Hugues de), Historique des unités combattantes de la Résistance (1940-1944), Puy-de-Dôme, Service Historique de la Défense à Vincennes, 1985.
- Lévy Gilles et Cordet Francis, A nous Auvergne, presses de la Cité, 1974.
- Martres Eugènes, L’Auvergne dans la tourmente 1939-1945, éditions de Borée, 2000.
- Dossier "FFI Puy-de-Dôme, zone n°3 de Guérilla", opérations de la 3ème compagnie de la zone 3 (capitaine Jean Llado), SHD à Vincennes, cote GR 19P 63/13
- Dossier d'homologation FFI d'Alfred Pabiot, commandant la 1ére compagnie zone 3 puis responsable militaire de la zone 3 à partir du 12 août 1944, SHD à Vincennes, cote GR 16 P 453588.
- Dossier d'homologation FFI de Maurice Piedpremier, commandant la 2ème compagnie zone 3 fusillé le 15 juillet 1944 à Bourg-Lastic, SHD à Vincennes, cote GR 16 P 476357.